# Police grecque
Pour l’article ayant un titre homophone, voir Polis.
La police grecque (grec moderne : Ελληνική Αστυνομία) est une force de maintien de l'ordre créée en 1984, année où fusionnèrent la Police urbaine et la Gendarmerie grecque.

## Organisation et missions

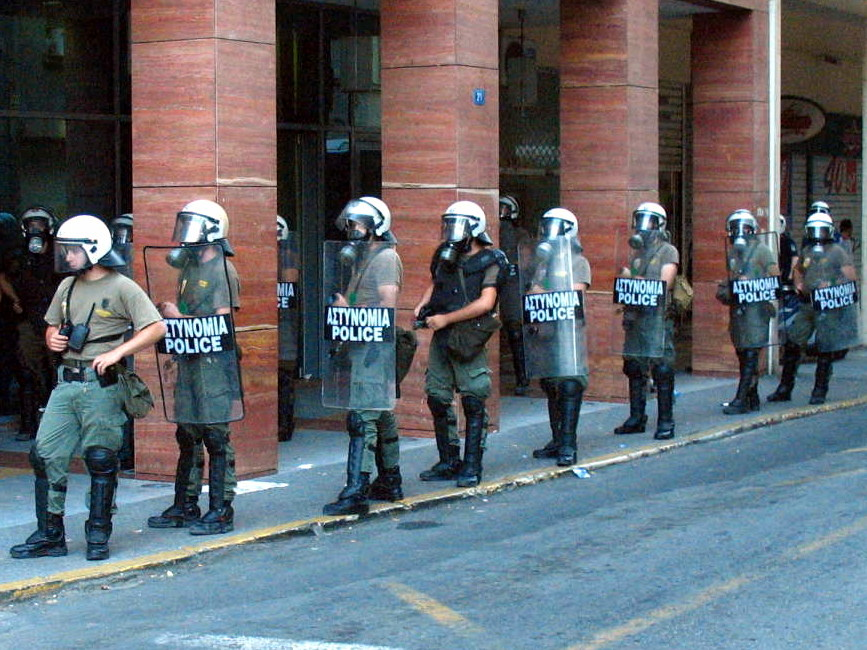
Unité anti-émeute

En 2014 elle compte environ 55 000 personnels dont 200 appartiennent à son unité anti-terroriste, l'EKAM, et autres aux gardes-frontières.

## Personnel

### Insignes de grades de la police hellénique
| Titre      | Lieutenant Général | Major Général | Général de Brigade | Colonel                | Lieutenant Colonel        | Major        | Capitaine    | Lieutenant     | Sous Lieutenant | Élève Officier | Sergent-Chef                                       | Sergent enquêteur                   | Sergent     | Chef enquêteur                        | Chef          | Agent de police |
| ---------- | ------------------ | ------------- | ------------------ | ---------------------- | ------------------------- | ------------ | ------------ | -------------- | --------------- | -------------- | -------------------------------------------------- | ----------------------------------- | ----------- | ------------------------------------- | ------------- | --------------- |
| titre grec | Αντιστράτηγος      | Υποστράτηγος  | Ταξίαρχος          | Αστυνομικός Διευθυντής | Αστυνομικός Υποδιευθυντής | Αστυνόμος Α' | Αστυνόμος Β' | Υπαστυνόμος Α' | Υπαστυνόμος B'  | Ανθυπαστυνόμος | Αρχιφύλακας (Ανακριτικός Υπάλληλος - Με εξετάσεις) | Αρχιφύλακας (Ανακριτικός Υπάλληλος) | Αρχιφύλακας | Υπαρχιφύλακας (Ανακριτικός Υπάλληλος) | Υπαρχιφύλακας | Αστυφύλακας     |
| insignes   |                    |               |                    |                        |                           |              |              |                |                 |                |                                                    |                                     |             |                                       |               |                 |

## Armes de service
Depuis les années 1990, leur armement est formé de :
- Armes de poing :
  - Heckler & Koch USP (Pistolet 9 mm/ Allemagne)
  - Smith & Wesson Model 915 (Pistolet 9 mm/ États-Unis)
  - Ruger GP100 (Révolver .357 Magnum/ États-Unis)
- pistolets-mitrailleurs :
  - Heckler & Koch MP5 (9 mm/ Allemagne de l'Ouest)
  - Uzi (9 mm/ Israël)
  - FN P90 (9 mm/ Belgique)
- Fusils d'assaut:
  - FN FAL (7,62 mm/ Belgique : fabriqué sous licence)
  - AK-47
  - AK-74M
  - Colt M4

## Controverses

### Liens avec Aube dorée
En 2018, dans le cadre d'un procès de 69 membres du parti d’extrême droite Aube dorée accusés d’avoir dirigé une organisation criminelle, des enregistrements téléphoniques dévoilent la connivence de policiers, notamment des membres des unités antiterroristes et anti-émeutes, avec Aube dorée.
Concernant la relation d'Aube dorée avec la police, le journaliste Dimitris Parra explique que « dans les années 1990 et 2000, la police et les forces de sécurité voulaient qu'Aube dorée fasse le sale boulot pour eux en réprimant les manifestations gauchistes et anarchistes. Il y a eu une coopération entre les policiers anti-émeutes, qui sont souvent recrutés dans les rangs des forces spéciales, et Aube dorée. » 
Une analyse réalisée par Al Jazeera à l'issue des élections législatives de 2012 observe qu'un fort pourcentage de policiers a voté pour la formation néonazie.

### Refoulements illégaux de migrants
La police grecque est fréquemment accusée de violences à l'égard de migrants ainsi que d'observer une politique de refoulements illégaux de migrants à la frontière. Dans un rapport publié en 2021, le Défenseur du citoyen décrit le mode opératoire employé depuis plusieurs années : les migrants « sont interceptés par la police, qui leur prend leurs téléphones portables et leurs documents. Puis ils sont transmis à des hommes non identifiables habituellement en uniforme bleu qui les détiennent pendant plusieurs heures. Ils sont ensuite remis à des hommes en uniforme noir qui les emmènent sur les bords du fleuve de l’Evros et les forcent à monter à bord d’un canot dirigé vers le rivage turc ».